# Seattle Kraken
Seattle Kraken je profesionální americký klub ledního hokeje, který sídlí v Seattlu ve státě Washington. Oficiálně se prvních zápasů dočkal v sezóně 2021/22, kdy hrál v Pacifické divizi v rámci Západní konference. V Pacifické divizi tak od této sezóny nahradil tým Arizony Coyotes, který se přesunul do Centrální divize. Zápasy hrává v nově přestavěné hale Climate Pledge Arena.
Oficiální přijetí do struktur NHL bylo schváleno Radou guvernérů dne 4. prosince 2018. O vstup Seattlu do NHL se přičinila společnost Seattle Hockey Partners, v jejímž čele jsou majoritní vlastník David Bonderman, filmový producent Jerry Bruckheimer a prezident i výkonný šéf Tod Leiweke. Původní termín vstupu v roce 2020 se ovšem nestihl z důvodu delší přestavby haly, takže byl následně přesunut na rok 2021. Celá přestavba měla stát okolo 600 milionů dolarů, celkové náklady byly ale mnohem vyšší. Pro město samotné se jedná o první vrcholný profesionální klub od roku 2008, kdy byly z území města přestěhováni basketbaloví SuperSonics. Skupina podnikatelů následně nechala zaregistrovat třináct potenciálních jmen pro klub, finální název se posléze vybral v průběhu stavby haly.
Lední hokej má ve městě, i přes novější datum této franšízy, silnou tradici. Mužstvo Seattle Metropolitans se stalo prvním americkým klubem v historii, který dokázal ovládnout souboj o Stanley Cup. Klub ovšem nebyl členem NHL, v něm se prvním americkým vítězem stali hráči New Yorku Rangers o jedenáct let později.

## Umístění v jednotlivých sezonách
Stručný přehled
Zdroj: 
- 2021– : National Hockey League (Pacifická divize)

Jednotlivé ročníky
Zdroj: 
Legenda: Z - zápasy, V - výhry, VP - výhry v prodloužení, R - remízy, P - porážky, PP - porážky v prodloužení, VG - vstřelené góly, OG - obdržené góly, +/- - rozdíl skóre, B - body, ZK - Západní konference, VK - Východní konference, fialové podbarvení - reorganizace, změna skupiny či soutěže
| USA / Kanada (2021 – ) |                        |        |    |    |    |   |    |    |     |     |     |     |        |               |
| Sezóny                 | Liga                   | Úroveň | Z  | V  | VP | R | PP | P  | VG  | OG  | +/- | B   | Pozice | Play-off      |
| 2021/22                | NHL (Pacifická divize) | 1      | 82 | 23 | 4  | – | 6  | 49 | 216 | 285 | -69 | 60  | 8.     | Ne            |
| 2022/23                | NHL (Pacifická divize) | 1      | 82 | 37 | 9  | – | 8  | 28 | 289 | 256 | +33 | 100 | 4.     | Semifinále ZK |
| 2023/24                | NHL (Pacifická divize) | 1      | 82 | 28 | 6  | – | 13 | 35 | 217 | 236 | -19 | 81  | 6.     | Ne            |
| 2024/25                | NHL (Pacifická divize) |        |    |    |    |   |    |    |     |     |     |     |        | Ne            |

## Češi a Slováci v Seattle Kraken
| Sezóna                             | Hráči – Češi | Hráči – Slováci | Soupiska | Playoffs |
| 2021/2022                          | nikdo        | nikdo           | Zde      | Ne       |
| 2022/2023                          | nikdo        | nikdo           | Zde      |          |
| 2023/2024                          | Aleš Stezka  | Tomáš Tatar     | Zde      | Ne       |
| 2024/2025                          | Aleš Stezka  | nikdo           | Zde      | Ne       |
| 2025/2026                          | nikdo        | nikdo           | Zde      |          |
| Češi - Zdroj na Eliteprospects.com |              |                 |          |          |

## Individuální rekordy jednotlivých sezón

### Základní část
- Zdroj zde

| 2021/2022 |
| 2022/2023 |
| 2023/2024 |
| 2024/2025 |

| Jared McCann   | 27 |
| Jared McCann   | 40 |
| Jared McCann   | 29 |
| Jaden Schwartz | 26 |

| Vince Dunn         | 28 |
| Vince Dunn         | 50 |
| Oliver Bjorkstrand | 39 |
| Jared McCann       | 39 |

| Jared McCann | 55 |
| Jared McCann | 70 |
| Jared McCann | 62 |
| Jared McCann | 61 |